# 고바이오랩
고바이오랩(KoBioLabs Inc.)은 마이크로바이옴 신약 개발을 하는 대한민국의 기업이다.
 본사는 마이크로바이옴 치료제,건강기능식품 개발/건강기능식품 제조,도소매에 위치해 있으며 대표이사는 고광표이다

## 사업
마이크로바이옴 신약 사업과 기능성 프로바이오틱스 사업

## 역사
- 2014년 8월 서울대학교 마이크로바이옴센터에서 스핀오프 방식으로 설립되었다.[4]
- 2023년 한국콜마홀딩스에 기술이전한 신약 후보물질을 돌려받으면서 기술이전 계약이 무산된 바가 있다.[5]

## 상장
2020년 11월 18일 기술성장성 특례로 주간사를 삼성증권과 대신증권으로 공모가 15,000원에 환매청구권(공모가의 90%, 6개월 동안)과 함께 코스닥 시장에 상장하였다.

## 같이 보기
- 마이크로바이옴
- 셀트리온
- 과민성대장증후군
- 아토피피부염

## 참고문헌
1. ↑  서근희, 삼성증권 기업분석보고서-고바이오랩, 2023년 6월 2일
2. ↑  고바이오랩, 간손상 치료 소재 중국 특허 등록, 히트 뉴스, 2023년 11월 29일
3. ↑  바닥권에서 충분한 조정이후... 고바이오랩 주가 '덩실덩실', 핀포인트뉴스, 2023년 12월 14일
4. ↑  임윤진, 대신증권 IPO 주관사 의무공표 자료- 고바이오랩, 2021년 6월 22일
5. ↑  고바이오랩, 신약 후보물질 반환 받아…1840억 계약 무산, Docdocdoc, 2023년 7월 7일